# Devotjka i krokodil
Devotjka i krokodil (russisk: Девочка и крокодил) er en sovjetisk spillefilm fra 1956 af Iosif Gindin og Isaak Menaker.

## Medvirkende
- Jelena Granovskaja
- Jevgenij Teterin
- Natalja Polinkovskaja som Katja
- Natalja Zabavnaja som Milka
- Zoja Fjodorova som Nadezjda Fedotovna